# Ganges Chasma
Ganges Chasma ist ein tiefer Canyon auf dem Mars. Er wurde 1973 nach dem Ganges in Südasien benannt.

## Beschreibung
Ganges Chasma befindet sich im Süden des Hochlands Xanthe Terra, am östlichen Ende des ausgedehnten Systems der Vallis Marineris. Die Schlucht ist 584 km lang und enthält die 136 km weite Hochfläche Ganges Mensa. Im Osten des Chasma schließt sich Capri Chasma an. Es wird davon ausgegangen, dass sich Ganges Chasma durch eine Abfolge großer Ausflüsse von Wasser und CO2 aus chaotischen Terrain wie Ganges Chaos im Süden gebildet hat. Zusätzlich wird davon ausgegangen, dass die meisten Hinweise darauf ausgewaschen wurden. Zuerst entwickelte sich ein Ausläufer, der sich mit Capri Chasma und den verbundenen Ausflusskanälen im Osten verband. Zwischenzeitlich, während der Noachischen Periode, bestand möglicherweise ein See mit Abfluss nach Norden, teilweise unterirdisch im Shalbatana Vallis.

## Detailgalerie

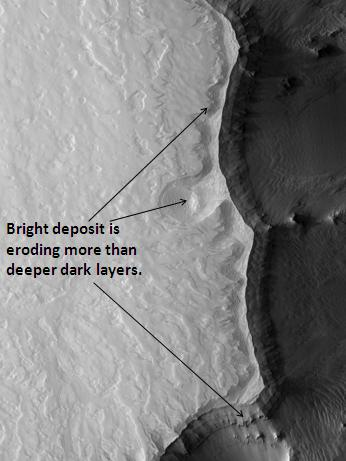
Helle, erodiertere Ablagerungen auf dunkleren Schichten
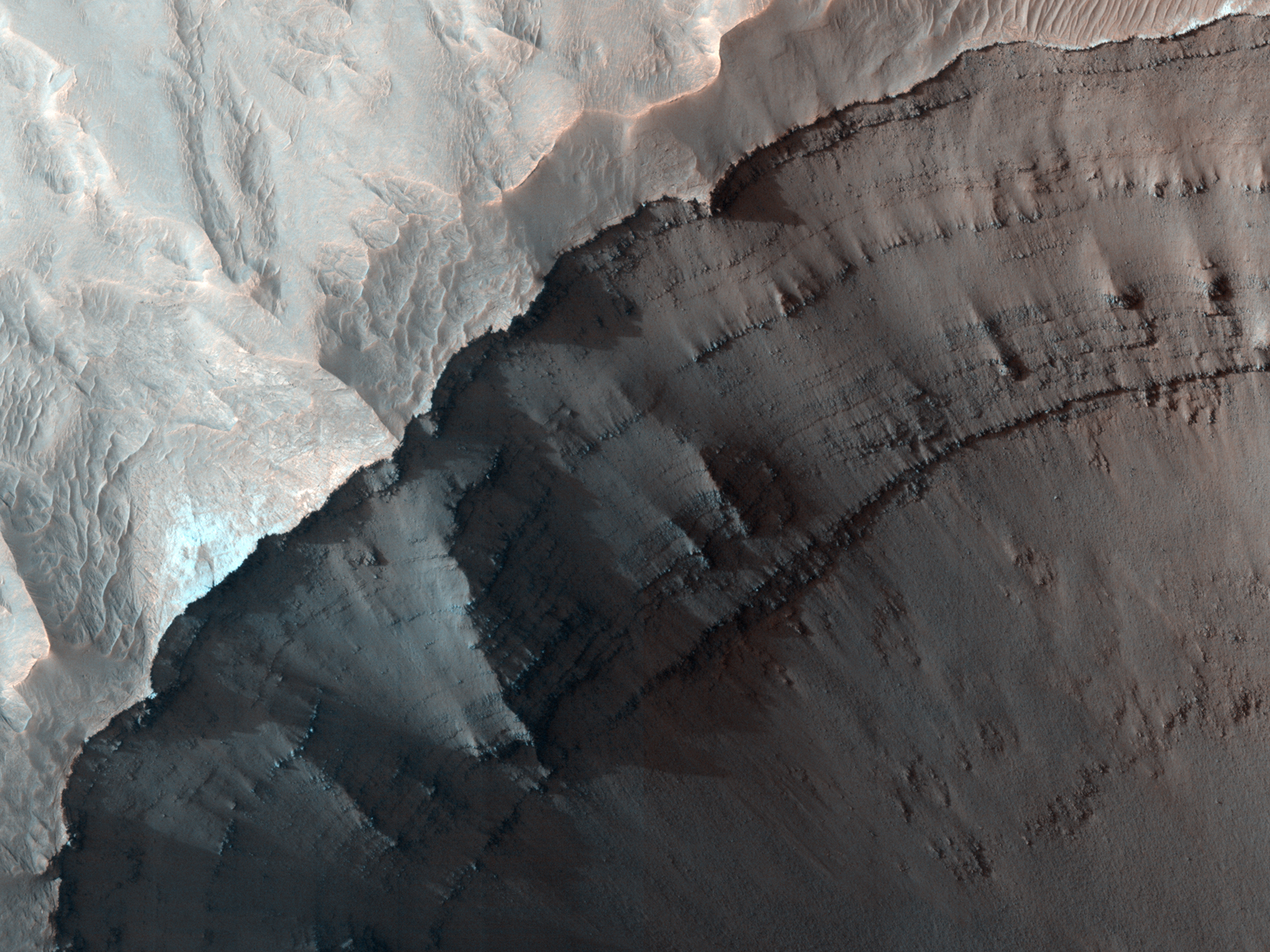
Sedimentschichten am oberen Hang in höherer Bildauflösung
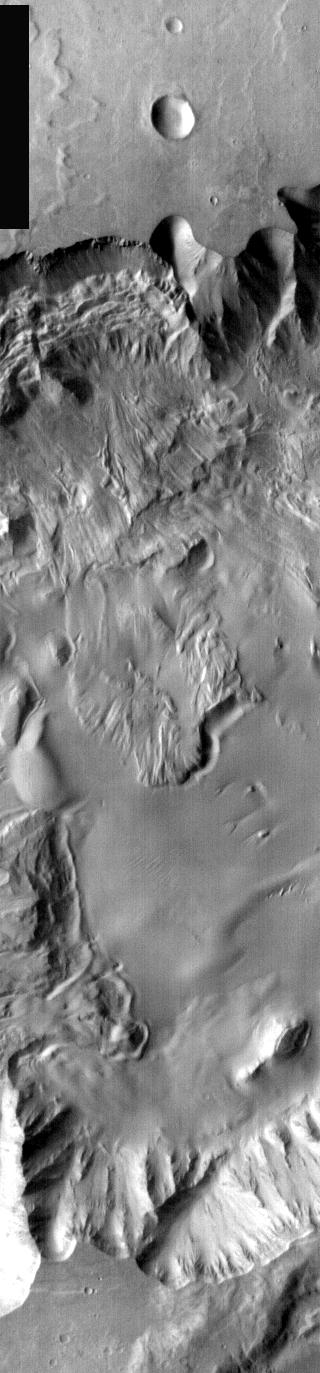
Erdrutsch am Nordwesthang
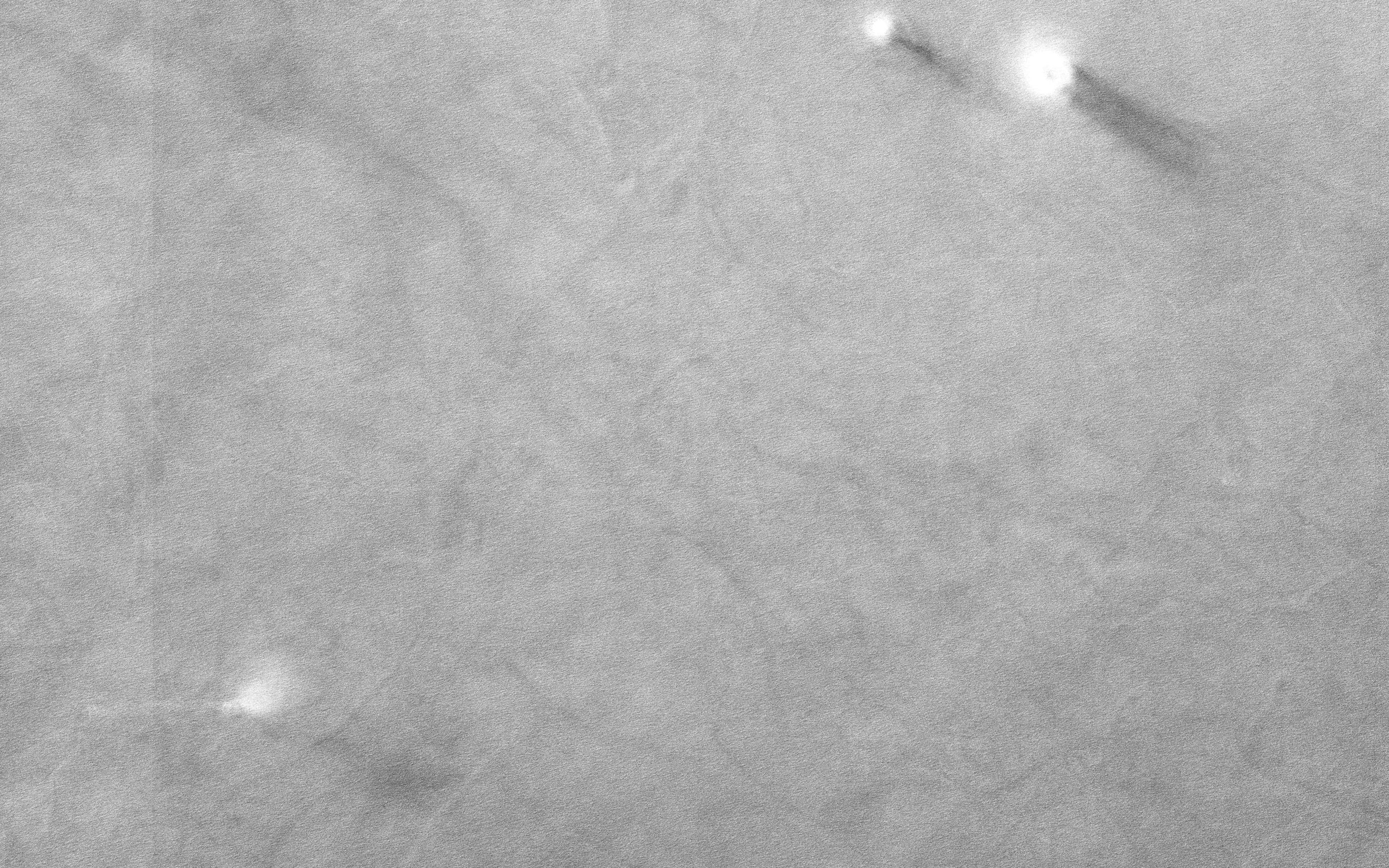
„Staubteufel“ im Ganges Chasma